# NGC 1183
Désignations
NGC 1183 est une étoile située dans la constellation de Persée. 
L'astronome français Guillaume Bigourdan a enregistré la position de cette paire d'étoiles le 17 décembre 1884. 
Selon les plus récentes mesures effectuées par le satellite Gaia, la distance de cette étoile est comprise entre 615 pc et 638 pc.